# Onthophagus evae
Onthophagus evae är en skalbaggsart som beskrevs av Vladimir Balthasar 1944. Onthophagus evae ingår i släktet Onthophagus och familjen bladhorningar. Inga underarter finns listade i Catalogue of Life.